# Bolbitis humblotii
Bolbitis humblotii là một loài thực vật có mạch trong họ Lomariopsidaceae. Loài này được (Baker) Ching mô tả khoa học đầu tiên năm 1934.